# Games for Windows
Pour les articles homonymes, voir GFW.
Games for Windows (GFW) est une marque appartenant à Microsoft et commercialisée entre 2006 et 2013. Elle représente alors une certification technique standardisée pour des jeux vidéo tournant sur Microsoft Windows (à partir de Windows Vista).

## Histoire
Games for Windows est lancé en 2006 de manière à coïncider avec la sortie de Windows Vista. Le but de la campagne est de rendre le jeu vidéo sur les systèmes d'exploitation Windows aussi facile et accessible que sur la console Xbox 360, mais aussi de voir apposé sur les jaquettes de jeux vidéo le nom Windows. Le but était donc principalement marketing, comme le confirme la sortie en novembre 2006 du magazine Games for Windows : The Official Magazine. Il s'agit, en fait, du magazine Computer Gaming World qui est renommé à la suite d'un accord avec Ziff Davis Media. La publication est arrêtée en 2008.
En septembre 2006, le studio Relic Entertainment, qui est l'un des premiers à utiliser la plateforme pour Company of Heroes, annonce ne plus vouloir sortir de nouveaux jeux sous ce label, ce qui est le cas dès le jeu Warhammer 40,000: Dawn of War II - Retribution.

## Fonctionnement
Les jeux prétendant à la marque Games for Windows devait vérifier plusieurs normes de certifications similaires à celles présentes sur les consoles de jeux vidéo modernes connues :
- Installation facile à la souris.
- Compatibilité avec l'explorateur de jeux de Windows Vista.
- Compatibilité avec Windows Vista 64Bits.
- Support des formats d'affichage 4:3, 16:9 et 16:10.
- Support du contrôle parental de Windows Vista.
- Support du lancement depuis Windows Media Center.

## Jeu en ligne
Certains jeux Games for Windows bénéficiaient de fonctionnalités supplémentaires grâce à Games for Windows – Live, une plateforme comprenant une boutique en ligne et une section permettant le téléchargement et lancement de jeux et de contenus téléchargeables. Un compte utilisateur Xbox Live était nécessaire pour utiliser la plateforme et, d’ailleurs, de nombreuses fonctionnalités étaient dérivées de Xbox Live. On retrouve ainsi les Gamertags, Gamerscores sur Games For Windows LIVE.

## Explorateur de jeux Windows
Lorsqu'un jeu Games for Windows est installé sur un ordinateur tournant sur Windows Vista ou sur Windows 7, un raccourci est ajouté dans l'explorateur de jeux Windows. Ce dossier spécial regroupe tous les jeux installés sur un ordinateur, comme le spider solitaire. L'image de la boîte de jeu est alors ajoutée au raccourci.

## Accueil
Games for Windows est l'objet de critiques de la part de la presse spécialisée et sites de références, considéré comme « un « gonflware » non fiable et inutile » par Rock, Paper, Shotgun, « inutile, mais gratuit » après « une arnaque foirée » de faire payer les joueurs de PC pour Canard PC et « plein de promesses mais vide à l'arrivée » pour Maximum PC.